# 大连10岁女孩遇害案
大连10岁女孩遇害案是2019年10月20日发生于中华人民共和国辽宁省大连市沙河口区鹏程街西苑花园的一宗未成年人杀人案。当天下午3时许，10岁女童淇淇（化名）回家途中被13岁男孩蔡某某骗至家中。蔡某某想要和淇淇发生性关系，被淇淇拒绝。蔡某某随后恼羞成怒用水果刀向淇淇连砍七刀，将她杀害，并把尸体转移到小区的绿化带中。当晚，警方确定蔡某某有重大作案嫌疑。蔡某某向警方供述了案情。按照当时的《中华人民共和国刑法》，蔡某某不满14周岁，不负刑事责任。大连警方将蔡某某送往辽宁省少管所收容教养3年。被害人父母后来向大连市沙河口区人民法院提起民事诉讼。此案引发了对于法定最低刑事责任年龄、收容教养制度、预防未成年人犯罪的讨论。2020年12月26日，全国人大常委会通过了《刑法修正案（十一）》，将法定最低刑事责任年龄下调至12岁。同日全国人大常委会通过了修订后的《预防未成年人犯罪法》，废除收容教养制度，对不满刑事责任年龄、不予刑事处罚的未成年人实施专门矫治教育。

## 背景
被害女童出生于2009年5月18日，新闻报道中化名淇淇、小淇、王丽、王萱等，家住大连市沙河口区鹏程街西苑花园，案发时10岁，读小学五年级。其父母王久章、贺美玲原籍内蒙古自治区呼伦贝尔，2005年定居大连市，2007年迁入西苑花园小区。王久章夫妇在小区内租赁了一间门面房，开办了“好运来蔬菜水果店”，从店面到他们的住宅只需步行约5分钟。王久章一家四口人。淇淇有一个读初中的哥哥。
杀人者蔡某某生于2006年1月，作案时13岁，与被害人的哥哥在同一所初中读书。有报道使用化名蔡鸣。贺美玲称，蔡某某身高约170厘米，体重大约70至75公斤。蔡某某是独生子，其父蔡维伟原籍辽宁省瓦房店市，经营一家烧烤摊（一说做海鲜生意）；其母庄献杰做干货生意。蔡家与好运来蔬菜水果店在同一栋楼，住在一层。之前，蔡家三口人与王家四口人相互认识，但没有私交。案发前，蔡某某常去好运来买葱。据新京报记者调查，小区内至少有3名女性曾被蔡某某尾随或骚扰，部分人曾向派出所反映此事。

## 案情
淇淇每周日下午去上美术课，上课地点与“好运来蔬菜水果店”之间的距离步行大约需要10至15分钟。2019年10月20日星期日，下午1时左右淇淇的哥哥送她去上美术课。美术课下午3时下课。淇淇的家长有时会去接女儿回家。有时淇淇下课后自己回去，先到水果店，再回家。当天，淇淇的父母没有去接孩子。下午3时许，淇淇回家路上被蔡某某骗到家里。蔡某某想与她发生性关系，遭到拒绝，随后将她杀害。法医鉴定认为淇淇的死亡时间为下午6时左右。行凶后，蔡某某将淇淇的遗体转移到小区的绿化带中。淇淇的家人发现遗体时，遗体压在两个装着砖头和碎瓦的垃圾袋下，淇淇前胸赤裸，上衣被拨到身后，裤子已落至膝盖以下。她的亲戚称，淇淇的遗体左手上举、右手向下伸展，如挣扎状；左眼、左耳有淤青，额头、胸前都有刀伤，脖子上有掐痕。淇淇的母亲称，法医尸检认定淇淇因失血过多而死，身上有七处刀伤，其中一处为致命伤，未遭到性侵。

## 调查与处理
当天下午3时40分左右，被害人父母意识到女儿没有按时到家。两人担心女儿发生意外，出门寻找女儿。有路人提供线索称，曾在下午3时15分左右在路口见过她。贺美玲请路口附近的商家调取监控录像，在画面里找到了女儿，录像对应的时间是下午3时20分。这也是被害人生前在监控里最后留下的影像。这处路口距离蔡某某家约50米，距离王家的商铺约150米。王久章称，当天下午3时前，蔡某某到王家的水果店，问王久章淇淇去了哪里；4时30分左右，蔡某某再次前来，问王久章有没有找到淇淇。晚7时20分许，王久章在小区的绿化带中找到了女儿的尸体。警方不久赶到现场。尸体位置就在蔡家对面，离蔡家家门不到5米，从蔡家门前到绿化带一路有明显的血迹。王久章的亲戚说，尸体被发现后，蔡某某前来围观并且说“真死了啊？”当晚7时30分至8时30分左右，蔡某某在初中班级群聊中称，他家附近发生了刑案，他不巧把擦过自己血的纸扔在了附近，担心因此惹上麻烦。由于线索明显，警方很快破案。据通报，警方在当晚11时左右发现蔡某某有重大作案嫌疑；到案后，蔡某某供述了作案事实。蔡某某作案时不满14周岁，依照刑法，警方不追究其刑事责任。依照法定程序，经辽宁省公安厅批准，大连公安在24日决定将其送往辽宁省少管所收容教养3年。24日晚间，大连公安在新浪微博就此案发布警情通报。
被害人的亲属认为此案仍有若干疑点。他们认为：杀人、抛尸、清理现场可能不是蔡某某一人独自完成；事发当日是星期天，蔡某某的父母可能在场，甚至参与了此案。有报道称，案发当天，蔡某某和母亲曾把沾血的衣物拿去卖废品，被收废品的小贩拒绝。澎湃新闻记者采访了当天在小区收废品的小贩，小贩说并无此事，但是当天下午5时蔡某某和母亲把废纸箱和矿泉水瓶拿来卖废品。在蔡某某母亲摊位对面经商的摊主称，蔡母当天下午四时左右收摊回家。记者称，从蔡母的摊位到蔡家路程约五公里，路上时常堵车，开车大约需要30分钟。王久章分析称，蔡某某和母亲卖废品的时间在下午4时30分至5时之间，当时蔡某某还向收废品的小贩要了一个装废品的袋子，从时间上推断此时淇淇仍被限制在蔡家，蔡某某的母亲不可能不知情。被害人的亲属称，杀人、抛尸遗留的血迹十分明显，蔡某某的父母不大可能不知道杀人一事。此外，王久章称，警方最初未找到凶器，后来才通知他找到了蔡某某行凶用的刀，但是警方没有透露寻获凶器的细节。被害人的亲属认为藏匿凶器的过程可疑，可能有人帮助蔡某某藏匿凶器。大连警方回应称，蔡某某的父母未参与此案，案情细节不方便公开。2019年12月，被害人的父母向大连市人民检察院提交了材料，希望公开调查结果，确定蔡某某的父母是否参与作案。2020年11月的报道称，大连警方仍在调查蔡某某的父母是否参与此案。

## 民事诉讼
2020年1月3日，被害人父母向大连市沙河口区人民法院提起民事诉讼，要求蔡某某的父母支付死亡赔偿金、丧葬费、精神损害赔偿、抚慰金、误工费等总计约一百万元人民币，并要求蔡某某一家赔礼道歉。被害人父母的代理律师为田参军。1月22日，被害人父母向沙河口区法院申请财产保全，请求法院将蔡维伟名下的房屋查封三年，以王久章名下的房屋作为担保。法院当天同意了原告的请求。5月9日9时，该案在沙河口法院开庭。由于涉及未成年人隐私，该案不公开审理。蔡家无人出庭。当日11时左右，庭审结束。8月10日，沙河口区法院宣判：蔡某某父母需在判决生效之日起十日内在辽宁省省级平面媒体上向被害人父母公开道歉，道歉文本需经法院审核；被告需在判决生效之日起十日内向原告赔付丧葬费46,143元，死亡赔偿金816,500元，办理丧葬事宜的交通费1,000元，误工损失22,390元，精神损害抚慰金400,000元，合计1,286,024元；驳回原告其他诉讼请求；案件受理费19,914元及保全费5,000元，原告负担3,540元，被告负担21,374元。被害人父母接受一审判决，不上诉。
蔡某某的父母并未如期履行判决。2020年9月7日，被害人父母向大连市沙河口区人民法院申请强制执行。沙河口区法院当天受理了请求。9月8日，沙河口区法院裁定，评估、拍卖被告名下的房屋。贺美玲称，法院曾在2020年9月打来电话，称蔡某某家长给法院捎去一封道歉信，请法院读给被害人父母。她认为这一道歉没有诚意，不接受道歉信。9月底，法院通知王久章夫妇，蔡某某的父母由于未执行判决，被司法拘留15日。
2020年11月6日，《大连日报》刊登了庄献杰、蔡维伟的道歉信。被害人的母亲在新浪微博上公开回应，认为道歉信空洞、没有诚意，看到道歉信后她更加愤怒，不接受言行不一的道歉；案发后杀人者的父母连一个电话都不肯打，一分钱也没有赔偿。
沙河口区法院在京东拍卖平台上公开拍卖蔡家房产。据评估结果，该房屋市场价约163万元人民币。司法拍卖第一轮在2020年11月2日开始，起拍价为114.34万元人民币。11月3日，第一轮拍卖结束，无人参与竞拍，拍卖流拍。11月19日，第二轮拍卖开始，起拍价降为100万元。11月20日，第二轮拍卖结束，仍无人竞拍，再次流拍。两轮流拍后，该房产进入变卖程序。变卖期自2020年12月16日至2021年2月14日，变卖价为100万元。田参军律师称，如果无法变卖，法院或是将房产发还蔡家，或是将房产以物抵债判给被害人父母。被害人的母亲表示，该房屋是女儿被害的场所，无论如何不接受以物抵债。

## 影响

### 修订刑法
此案引发了对于未成年人犯罪问题的讨论。有观点认为，中国大陆对于未成年人犯罪立法滞后，“最低刑事责任年龄为14岁”这一规定来自1979年刑法，此后40年间从未修改，已经不符合社会现状。一些人建议下调法定最低刑事责任年龄。2020年全国人民代表大会上，有代表便提出了这样的建议。但是，也有人认为下调法定最低刑事责任年龄并不能解决问题：1997年神户14岁少年杀人案（酒鬼薔薇聖斗事件）之后，日本下调了法定最低刑事责任年龄，然而后续统计发现未成年人犯罪率并没有下降；若将最低刑事责任年龄降至13岁，未来假如出现10岁未成年人犯罪，仍无法追求其刑事责任；追究未成年人犯罪的刑事责任，会影响其学业，使之与外界隔绝，释放后可能无法融入社会，很可能再次犯罪；未成年人的认知与成年人不同，下调刑事责任年龄可能不会有多少威慑作用。还有人认为，是否下调法定年龄需要充分调研，不宜贸然行动；根据最高人民检察院《未成年人检察工作白皮书（2014-2019）》，中国大陆并没有出现未成年人“犯罪低龄化、暴力化”的问题。
另有人建议参考英美法系国家的恶意补足年龄规则，在中国大陆法律中引入相关规定，用于惩治极端恶性未成年人犯罪；如果可以确定未成年嫌疑人具有主观恶意，则可追究其刑事责任，避免刑法对于最低年龄的僵化规定。2020年全国政协会议上，中国民主促进会提交的党派提案中，包含了引入“恶意补足年龄”的建议。但也有人认为“恶意补足年龄”难以实行，有无主观恶意很难准确判断；此外，司法机关在判断未成年人有无主观恶意时有一定的操作空间，可能滋生腐败；有人认为，“恶意补足年龄”与中国大陆的法律体系不兼容。
2020年6月28日，全国人大常委会审议了刑法修正案（十一）草案。7月3日，该草案向社会公布，全国人大公开征求意见。根据反馈，草案二审稿增加了内容，在特定情形下经特别程序下调法定最低刑事责任年龄。草案二审稿在《中华人民共和国刑法》第十七条中规定：“已满十二周岁不满十四周岁的人，犯故意杀人、故意伤害罪，致人死亡，情节恶劣的，经最高人民检察院核准，应当负刑事责任。”12月26日，全国人大常委会通过了刑法修正案（十一），修改刑法第十七条为：
已满十六周岁的人犯罪，应当负刑事责任。
已满十四周岁不满十六周岁的人，犯故意杀人、故意伤害致人重伤或者死亡、强奸、抢劫、贩卖毒品、放火、爆炸、投放危险物质罪的，应当负刑事责任。
已满十二周岁不满十四周岁的人，犯故意杀人、故意伤害罪，致人死亡或者以特别残忍手段致人重伤造成严重残疾，情节恶劣，经最高人民检察院核准追诉的，应当负刑事责任。
对依照前三款规定追究刑事责任的不满十八周岁的人，应当从轻或者减轻处罚。

因不满十六周岁不予刑事处罚的，责令其父母或者其他监护人加以管教；在必要的时候，依法进行专门矫治教育。

### 对收容教养、矫治教育的讨论
2019年10月21日至26日，第十三届全国人大常委会第十四次会议在北京举行，议程之一是审议《中华人民共和国预防未成年人犯罪法（修订草案）》。由于时间相近，这一起案件引起了舆论对于预防未成年人犯罪的关注。草案规定，对于行为不良的未成年人，公安机关可采取八项过渡性教育矫治措施（“予以训诫；责令赔礼道歉、赔偿损失；责令具结悔过；责令特定期限内定期报告思想状况和活动情况；责令遵守特定的行为规范，不得实施特定行为、与特定人员交往或者出入特定场所；责令接受心理辅导、矫治或者其他治疗；责令接受未成年人社会工作服务机构的观护帮教；责令遵守其他促进未成年人遵纪守法的要求”）；对于情节恶劣、拒绝接受八项过渡性教育矫治措施的未成年人，公安机关可将其送入专门学校施行矫治教育。修订草案删除了原有的收容教养制度。
支持废除收容教养的一方认为，收容教养制度程序不清、场所不明、实践效果不好。依照1996年司法部的决定，由劳动教养场所执行未成年人的收容教养。然而，2013年劳动教养制度废除后，收容教养失去了执行场所。一部分未成年人交由监护人管教，一些被送入工读学校，还有一些交由未成年犯管教所代管。未成年犯管教所代管缺少法律授权，不符合法律程序。收容教养通常仿照劳动教养进行，侧重关押，忽略矫治教育；接受收容教养的未成年人与未成年罪犯一同关押，容易被后者影响，妨害身心发展。此外，有学者指出，收容教养制度存在性质与严厉程度不符、缺少法律依据、缺少正当司法程序等问题：收容教养可剥夺未成年人一至三年（实际执行中最多为四年）的人身自由，作为一种行政处罚，严厉程度却超过了拘役和管制刑，也没有类似于有期徒刑缓刑的规定；依据立法法、行政处罚法，限制人身自由的处罚需由法律规定，行政处罚不可以剥夺人身自由，收容教养制度有违反宪法、立法法、行政处罚法之嫌；收容教养由公安机关审批，公安机关拥有很大的自由裁量权，法院、检察机关不参与，被收容教养的未成年人及其家人没有辩护权。
另一方意见认为，不应废除收容教养制度，而应保留并加以完善。全国人大常委汪鸿雁认为，收容教养与专门教育不同，前者有惩戒内涵，后者本质上是教育手段，后者无法代替前者。全国人大代表方燕认为，虽然收容教养制度存在问题，但是废除收容教养会导致未成年人犯罪矫治缺失环节。2020年全国人民代表大会上，方燕提交议案建议激活收容教养。她建议立法机关出台立法解释，明确收容教养制度的法律地位、适用对象、适用条件。此外，她建议设立收容教养弹性期限，将收容教养决定权由公安机关移转法院、实现司法化，由民政机关领导、司法机关协助设立专门的收容教养场所。汪鸿雁也为收容教养司法化提出了建议。
2020年8月8日，第十三届全国人大常委会第二十一次会议审议了《中华人民共和国预防未成年人犯罪法（修订草案）》二次审议稿。二审稿保留收容教养有关措施，加以完善，明确决定机关、程序、执行场所，将其纳入专门教育，不再使用“收容教养”制度。此外，二审稿明确了专门教育的法律地位，完善了入学程序。根据意见，全国人民代表大会宪法和法律委员会对二审稿进行了修改：进一步明确入学机关、决定程序，将不满刑事责任年龄、不予刑事处罚的未成年人接受的教育与有严重不良行为的未成年人接受的专门教育予以区分，规定由人民检察院进行监督。12月26日，全国人大常委会三审通过了修订的预防未成年人犯罪法。修订后的《预防未成年人犯罪法》第四十五条规定了专门矫治教育：
未成年人实施刑法规定的行为、因不满法定刑事责任年龄不予刑事处罚的，经专门教育指导委员会评估同意，教育行政部门会同公安机关可以决定对其进行专门矫治教育。
省级人民政府应当结合本地的实际情况，至少确定一所专门学校按照分校区、分班级等方式设置专门场所，对前款规定的未成年人进行专门矫治教育。

前款规定的专门场所实行闭环管理，公安机关、司法行政部门负责未成年人的矫治工作，教育行政部门承担未成年人的教育工作。

## 备注
1. ↑  最高人民法院曾就广西壮族自治区的一起案件作出裁判意见，在拍卖流拍、变卖不成、申请执行人拒绝以物抵债的情形下，可以依据《最高人民法院关于人民法院民事执行中拍卖、变卖财产的规定》第二十八条第二款“……且申请执行人、其他执行债权人仍不表示接受该财产抵债的，应当解除查封、冻结，将该财产退还被执行人，但对该财产可以采取其他执行措施的除外”，重新启动评估、拍卖程序[23]